# Шехаб (династія)

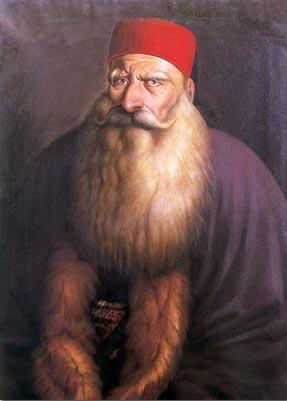
Башир Шехаб II, емір Гірського Лівану у 1788—1840 роках.

Шехаб (араб. شهاب.) — знатна ліванська сім'я емірів, які правили в еміраті Гірський Ліван із 1697 до 1842 року. Це князівська родина, місце створення якої — Ваді-ель-Тайм на півдні Лівану. Їхня князівська лінія відноситься до племені курайшитів Мекки. Вони керували Ліваном під час подальшого панування династії Маанідів. За походженням Шехаби є мусульманами-сунітами. Друзи (жителі гір Лівану) звинуватили їх у підтримці християн. Шехаби допомогли поселитись християнам-маронітам у Гірничому Лівані. Деякі члени сім'ї Шехаб навіть прийняли християнську віру маронітів наприкінці XVIII століття.
Шехаби також методично допомогли наблизити Ліван до європейських держав і зміцнити його економічну роль в ті часи. Культурні зв'язки були встановлені з Італією, Великою Британією й Австрією, а французька культура в країні була особливо поширена.

## Історія
Найвідомішим в історії Принцом Шехабом був Башир Шехаб II, який зміцнив Ліван як державу, на прикладі Фахр аль-Діна II. Його якості очільника країною особливо виявилися у 1799 році, коли Наполеон Бонапарт розпочав облогу Акко, що було добре укріпленим прибережним містом у Палестині, розташованим в 40 кілометрах на південь від Тіру. Наполеон і Аль-Джаззар, губернатор цього міста, одночасно попросили підтримки від еміра Шехаба. Але Башир II залишався нейтральним, відмовляючись від пропозицій ворогуючих сторін. Наполеону не вдалося завоювати Акко, тому він відвів своє військо в Єгипет. Смерть Аль-Джаззара у 1804 році усунула головного конкурента еміра Башира II в цьому регіоні.
Коли Башир II вирішив розірвати зв'язки з Османською імперією, він вступив у союз з Мухаммедом Алі, засновником сучасного Єгипту, і підтримав його сина Ібрагіма-пашу в черговій облозі міста Акко. Ця облога тривала сім місяців, унаслідок чого місто було зруйновано 27 травня 1832 року. Єгипетська армія отримала підтримку військ Башира II, після чого вони разом почали атаку та завоювання Дамаску 14 червня 1832 року.
Ібрагім-паша створив жорсткий метод правління та ввів високі податки. Ці дії призвели до вибуху кількох народних повстань і зниження підтримки населення. У травні 1840 року, наперекір зусиллям князя Башира II, мароніти та друзи уклали союз проти влади Єгипту. Окрім того, великі європейські держави (Англія, Австрія, Пруссія і Росія) виступили проти французьких єгиптян, і підписали Лондонський договір із Османською імперією 15 липня 1840 року.

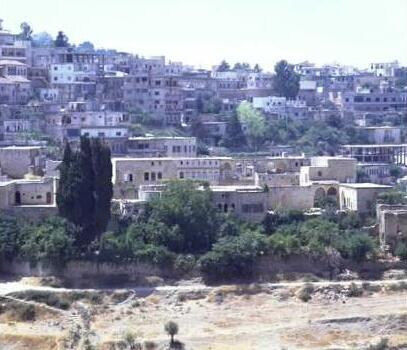
Цитадель Шехабів у Гасбайя

Згідно з цим договором, Мухаммеда Алі попросили покинути Сирію, але у зв'язку з відмовою останнього, османські та британські війська були висаджені на узбережжі Лівану 10 вересня 1840 року. Зіткнувшись із таким альянсом, Мухаммед Алі був вимушений вивести свої війська, а емір Башир II здався британській армії 14 жовтня 1840 року та був відправлений у вигнання.
Сім'я Шехаб є впливовою у Лівані, третім президентом незалежного Лівану, був емір Фуад Шехаб, член цієї родини, так як і прем'єр-міністр емір Халед Шехаб. Шехаби досі мають титул емір (або принц). Частково вони є мусульманами-суннітами або християнами-маронітами зі спільним сімейним корінням. Цитадель Шехаб ХІ століття перебуває у Гасбайї на півдні Лівану й нині є приватною власністю, де проживає декілька членів сім'ї Шехаб. Інші палаци ще досі існують у Лівані, найбільш відомим із яких є величний палац Шехабів у Бейтеддіні, збудований еміром Баширом II. Нині він перебудований у музей, а також служить літньою резиденцією президента Лівану і центром щорічного фестивалю в Бейтеддіні.

## Династія Шехабів
1697—1707 Башир I б. Хусайн (у Рашайї);
1707—1732 Хайдар б. Муса (у Хасбайи);
1732—1754 Мулхім б. Хайдар;
1754—1770 Мансур б. Хайдар;
1770—1788 Йусуф б. Мулхім;
1788—1840 Башир II б. Касим б. Мулхім.